# Ферестре
Ферестре (рум. Ferestre) — село у повіті Димбовіца в Румунії. Входить до складу комуни Рунку.
Село розташоване на відстані 99 км на північний захід від Бухареста, 29 км на північ від Тирговіште, 55 км на південь від Брашова.

## Населення
За даними перепису населення 2002 року у селі проживали 482 особи, усі — румуни. Усі жителі села рідною мовою назвали румунську.